# Sofía Guadarrama Collado
Sofía Guadarrama Collado (1976, Guadalajara) es una escritora trans mexicana. Ha escrito relatos de diversa temática como thriller, novela negra, ensayo, novela histórica, cuento, relato autobiográfico y ciencia ficción.

## Biografía
Vivió su infancia en el Estado de México hasta que se mudó con su madre a Corpus Christi, en Texas, en 1989. Fue deportada a México en octubre de 1998 y desde entonces comenzó a escribir de forma autodidacta y desde el 2001 se ha dedicado al estudio de las culturas mesoamericanas y de la conquista de México. Publicó su primer libro en el 2008.

## Obras
- Cóatl, el misterio de la serpiente (2008)

- Tezozómoc, el tirano olvidado (2009)

- Balam, la senda del jaguar (2009)

- Cuauhtli, la revelación del águila (2010)

- La nota roja (cuentos) (2011)

- Nezahualcóyotl, el despertar del coyote (2012)

- Sueños de Frontera (2012)

- Moctezuma Xocoyotzin, entre la espada y la cruz (2013)

- Cuitláhuac, entre la viruela y la pólvora (2014)

- Cuautémoc, el ocaso del imperio azteca (2015)

- Señores del Anáhuac (2015)

- Piso 931 (2016)

- Adelita, una mujer, una revolución (2017)

- Enigmas de los dioses del México Antiguo (2018)

- Tiempos de canallas (2018)

- Tlatoque. Somos mexicas (2021)

- El origen de todos los males (2022)